# Іван Васильович (князь рязанський)
Іван VI Васильович (рос. Иван Васильевич; 14 квітня 1467 — 20 травня 1500) — великий князь рязанський у 1483—1500 роках.

## Життєпис
Старший син Василя III, великого князя Рязанського, і Анни Московської. Народився 1467 року у Москві. 1483 році спадкував батькові, розділивши володіння з братом Федором. При цьому Іван VI отримав титул великого князя і дві третини князівства — Переславль-Рязанський, Ростіславль-Рязанський, Пронськ. Втім значний вплив зберігала його мати. Невдовзі (9 червня того ж року) мусив укласти договір зі своїм вуйком Іваном III, великим князем Московським, за яким визнав зверхність останнього, зобов'язується не підтримувати відносини з польським королем і литовським великим князем, а також з іншими ворожими Москві князями і з ординськими «царевичами» (мурзами), поступився Івану III раніше отриманими землями на Сіверщині.
1493 року Іван VI брав участь в поході московських військ на Серпейськ і Мещовськ. 1496 року домовився з братом Федором про спадщину на випадок відсутності в одного з них нащадків. Помер 1500 року. Йому спадкував син Іван.

## Родина
Дружина — Аграфена, донька князя Василя Івановича бабича.
Діти:
- Іван (1496—1533/1534), великий князь рязанський